# George Wassouf

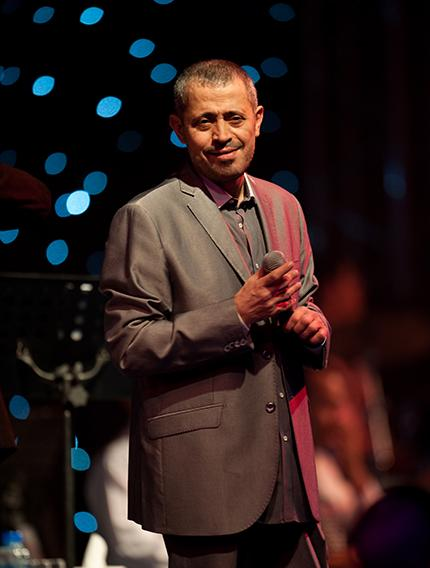
George Wassouf

George Wassouf (* 23. Dezember 1961 in Kafroun, Gouvernement Tartus, Syrien) ist ein syrischer Musiker und Sänger.

## Leben
Wassouf heiratete bereits mit 16 Jahren seine Frau Shalimar und hat mit ihr drei Söhne, Wadi, Hatem und George Junior. Er ist Christ und besitzt ebenfalls die libanesische Staatsbürgerschaft.
Um sein Leben ranken sich zahlreiche Gerüchte bezüglich Drogen und Liebesleben. In Schweden wurde er wegen Besitzes von 30 Gramm Kokain verhaftet.
Wassouf ist bekennender Assad-Unterstützer und hat sich im Verlauf des Syrischen Bürgerkriegs mehrmals positiv über ihn geäußert. Im Juni 2014 veröffentlichte Wassouf auf seiner Facebook-Seite ein Bild, das ihn mit Mahir al-Assad, dem jüngeren Bruder Baschars, zeigt.

## Karriere
George Wassouf sang seit seinem zwölften Lebensjahr auf Veranstaltungen und öffentlichen Festen und wurde von George Khouri auf einer Hochzeit entdeckt. Khouri wurde sein erster Manager und Produzent als Wassouf zwölf Jahre alt war. Nach seinem Umzug in den Libanon wurde er in kurzer Zeit sehr bekannt.
Mit 19 Jahren trat er 1980 in einem Fernsehprogramm namens Studio El-Fan mit seinem Song El-Hawa Sultan (‚Die Liebe ist eine Macht‘) auf. Er erhielt in den Medien den Namen Sultan El-Tarab (‚der Sultan der genießbaren Musik‘), und dieser Name begleitete ihn sein ganzes Leben lang bis heute. Wassouf hat in seiner Karriere mehr als 30 Alben veröffentlicht und weltweit sehr viele Konzerte gegeben. 
Wassouf ist nicht nur in der arabischen Welt berühmt, sondern auch in Europa und den Vereinigten Staaten als einer der besten arabischen Sänger bekannt.

## Diskografie

### Alben
- 1984: El-Hawa Sultan - ‚Die Liebe ist eine Macht‘
- 1988: Ewedini - ‚Versprich mir‘
- 1990: Shé Gharib - ‚Etwas Eigenartiges‘
- 1991: Classics - ‚Klassiker der arabischen Musik auf seine Art gesungen‘
- 1994: Kalam El-Nas - ‚Das Reden der Leute‘
- 1996: Leil El-Ashekien - ‚Die Nacht der Liebenden‘
- 1998: Lissa El-Dunya Bikheer - ‚Noch ist die Welt in Ordnung‘
- 1999: Tabib Garah - ‚Chirurg‘
- 2000: Dol Mush Habayeb - ‚Das sind keine Liebenden‘
- 2001: Zaman El-Ajayeb - ‚Zeit der Wunder‘
- 2002: Inta Gherhom - ‚Du bist anders als die‘
- 2003: Salaf wu Dein - ‚Ausgeliehen und geschuldet‘
- 2004: Itakhart Kteer - ‚Du bist sehr spät‘
- 2006: Hiya El-Ayam - ‚Das sind die Tage‘
- 2008: Asaab Foraq - ‚Die schwerste Trennung‘
- 2009: Allah Karim - ‚Allah ist großzügig‘

### Singles (Auswahl)
| - 1984: Hilif El-Amar - 1984: El-Hawa Sultan - 1984: Rouhi Ya Nasma - 1984: Al Habaib - 1984: Gouli Wlatkhbish - 1988: Law Naweit - 1988: Garahouna - 1988: Bta'atebni 'Ala Kilmat - 1994: Kalam El-Nas - 1994: El Houb El Awalani - 1996: Laiel el Ashekin - 1996: Erdha Bilnaseeb - 1996: El Kilmah El Taibah - 1996: Ba'eed Anak - 1999: Tabeeb Garah - 1999: Ana Asif - 2000: Dul Mush Habayeb | - 2002: Inta Gheirhom - 2002: Alb Al Asheq Daleiloh - 2002: Youm El Wadaa - 2003: Salaf wu Dein - 2003: Saber We Radi - 2006: Khesert Koul El Nass - 2006: Mestani Bel Youm Wel Youmaen - 2008: Asaab Foraq - 2008: Kalamak Ya Habibi - 2009: Allah Karim - 2009: Shokran - 2017: Byehsidouni - 2018: Maliket Gamal El Rouh - 2019: Hal El Garih - 2019: Seket El Kalam - 2022: Byetkallem Aalaya - 2023: Noss Omry |